# Comunità Montana Partenio - Vallo di Lauro
Die Comunità Montana Partenio - Vallo di Lauro ist eine Vereinigung aus vierundzwanzig Gemeinden in der italienischen Metropolitanstadt Neapel sowie den Provinzen Benevento und Avellino in der Region Kampanien.
Das Gebiet der Comunità Montana Partenio - Vallo di Lauro umfasst die Gemeinden rund um die Montana Partenio und das Vallo di Lauro. 
In den vierundzwanzigköpfigen Rat der Comunità entsenden die Gemeinderäte der beteiligten Kommunen je ein Mitglied.

## Mitglieder
Die Comunità umfasst folgende Gemeinden:
| - Avella - Baiano - Cervinara - Lauro - Mercogliano - Monteforte Irpino - Montefusco - Moschiano - Mugnano del Cardinale - Ospedaletto d’Alpinolo - Pannarano (BN) - Pietrastornina | - Quadrelle - Quindici - Roccarainola - Rotondi - San Martino Valle Caudina - Santa Paolina - Sant’Angelo a Scala - Sirignano - Summonte - Taurano - Torrioni - Visciano. |